# Speke Hall
Speke Hall è un maestoso complesso di edifici che racchiude un cortile in stile Tudor del XVI secolo a Speke, Liverpool in Inghilterra. La casa è considerata uno degli esempi eccezionali e ben conservati della straordinaria architettura a graticcio ai tempi della dinastia Tudor. Il proprietario di oggi è il National Trust.

## Storia
Speke Hall fu costruita per la famiglia Norris e la costruzione degli edifici andò dal 1530 al 1598 circa; tuttavia, tutte e quattro le ali mostrano lo stesso stile architettonico. La famiglia Norris ha vissuto nella casa per diverse generazioni fino a quando l'ereditiera si è sposata con la famiglia Beauclerk. Nel 1795 la famiglia Watt acquistò finalmente la casa dai Beauclerks.

## Interni
La parte più antica è il grande salone con un enorme camino a un'estremità della stanza. Lo spettacolare soffitto dell'inizio del XVII secolo è decorato con motivi di frutta e fiori.
Nel cortile, due alberi di tasso conosciuti come “Adamo ed Eva” contribuiscono a creare un'atmosfera soffusa all'interno, caratterizzata da pannelli alle pareti e mobili in rovere pesante. Sono stati menzionati per la prima volta nel XVIII secolo, ma potrebbero essere molto più antichi di Speke Hall.

## Esterno
L'attuale progetto del giardino risale a dopo il 1855, quando il ventenne Richard Watt ereditò la proprietà e iniziò a restaurare e abbellire la piantumazione. Dopo la morte improvvisa di Watt, l'allora inquilino, Frederick Leyland, e dal 1878 la figlia di Watt continuarono il lavoro. Un'altra fase di miglioramenti fondamentali è iniziata nel 1986 con l'acquisizione finale da parte del National Trust. Nell'area recintata all'esterno del grande salone, ad esempio, è stata creata una graziosa disposizione di rose da aiuola e arbustive tra fiori a bassa crescita.
Il terreno sabbioso della proprietà si presta bene ai rododendri, che furono piantati su larga scala nella seconda metà del XIX secolo e che sono ancora presenti in molti luoghi oggi.